# Maurice Peeters
Mouritius Prosper Peeters (conocido como Maurice Peeters; 5 de mayo de 1882-6 de diciembre de 1957) fue un deportista neerlandés que compitió en ciclismo en la modalidad de pista.
Participó en dos Juegos Olímpicos de Verano en los años 1920 y 1924, obteniendo dos medallas, oro en Amberes 1920 y bronce en París 1924. Ganó dos medallas en el Campeonato Mundial de Ciclismo en Pista, oro en 1920 y plata en 1922.

## Medallero internacional
| Juegos Olímpicos   | Juegos Olímpicos  | Juegos Olímpicos  | Juegos Olímpicos         |
| Año                | Lugar             | Medalla           | Competición              |
| ------------------ | ----------------- | ----------------- | ------------------------ |
| 1920               | Amberes (Bélgica) | Medalla de oro    | Velocidad individual     |
| 1924               | París (Francia)   | Medalla de bronce | Tándem                   |
| Campeonato Mundial |                   |                   |                          |
| Año                | Lugar             | Medalla           | Competición              |
| 1920               | Amberes (Bélgica) | Medalla de oro    | Velocidad individual (A) |
| 1922               | París (Francia)   | Medalla de plata  | Velocidad individual (A) |